# 尼氏眶燈魚
尼氏眶灯鱼（学名：Diaphus nielseni）为輻鰭魚綱燈籠魚目灯笼鱼科的其中一種，分布於印度太平洋區，包括日本、南非及馬達加斯加等海域，屬深海魚類，體長可達4公分。

## 扩展阅读
維基物種上的相關：尼氏眶灯鱼